# Corneille Driezen
Corneille Driezen (Hamont, 27 februari 1947), als kunstenaar beter bekend als Codriez, is een Belgisch kunstschilder, fotograaf, musicus en dichter.

## Biografie
Als kunstenaar gebruikt hij het pseudoniem Codriez om de vergelijking met de Nederlandse kunstenaar Corneille te vermijden. Rond 1980 startte hij met schilderen en werd aanvankelijk beïnvloed door de Cobragroep. Enkele jaren later ontwikkelde hij een heel eigen schilderstijl. Hij exposeerde meerdere malen in binnen- en buitenland.
Codriez tekent en schildert meestal vrouwen, dieren en bloemen. Zijn werken zijn vaak vrij groot van formaat, kleurvol en geven een blije indruk. Daarnaast maakt hij tekeningen en doeken in het zwart-wit, met kleine accenten in een felle kleur (zoals La ville de Bruxelles). De meeste werken heeft hij voorzien van een lamp, het Licht. Daarnaast is hij fotograaf.
In 2012 schilderde hij in Hasselt een van de veertig olifanten van de internationale Elephant Parade. In 2013 werd hij door de stad Paterson als enige niet-Amerikaan uitgenodigd om verschillende doeken te exposeren op de ArtWalk  ter gelegenheid van de opening van het nationale park Paterson Falls.
In 2015 was hij een van de kunstenaars achter de herdenking van de bezetting tijdens de Eerste Wereldoorlog, waarbij 44 betonnen helmen werden beschilderd; Codriez kreeg de opdracht de helm van zijn geboorteplaats Hamont-Achel te beschilderen. Op uitnodiging van BergHoff-Worldwide decoreerde hij de Eclipse-tableware die hetzelfde jaar werd getoond op de Frankfurter Messe.
Als muzikant (pianist, organist, gitarist) speelt hij bij Hayek, Blue Velvet, in het duo Coma (met Martine Peeters) en als solist op piano.